# Ulrich Stötzel
Ulrich Stötzel (* 6. Juni 1952 in Siegen) ist ein deutscher Organist und Dirigent.

## Leben
Ulrich Stötzel studierte Kirchenmusik an der Hochschule für Musik und Darstellende Kunst Frankfurt am Main und legte dort das A-Examen ab. Es folgten Aufbaustudien in den Meisterklassen von Edgar Krapp und Helmuth Rilling mit abschließendem Orgelkonzertexamen und Chordirigentendiplom.
Seit 1973 baute Ulrich Stötzel den Bach-Chor Siegen auf, der bis etwa 120 Sängerinnen und Sänger zählt und mehr als ein Dutzend klassische Konzeptalben sowie Gesamtaufnahmen veröffentlicht hat. Aufgrund seiner besonderen Verdienste wurde ihm bereits in jungen Jahren der Titel des Kirchenmusikdirektors der Evangelischen Kirche von Westfalen verliehen. Im Sommer 2019 wurde er aus seinem Dienst als Kantor und Kreiskantor des Kirchenkreises Siegen in den Ruhestand verabschiedet.